# Onobrychis darwasica
Onobrychis darwasica är en ärtväxtart som beskrevs av I.T. Vassilczenko. Onobrychis darwasica ingår i släktet esparsetter, och familjen ärtväxter. Inga underarter finns listade i Catalogue of Life.